# Türkei-Rundfahrt
Die Presidential Cycling Tour of Turkey (türkisch. Cumhurbaşkanlığı Bisiklet Turu) ist ein türkisches Straßenradrennen und wird in der Regel in acht Etappen ausgetragen.

## Geschichte
Das Rennen wurde 1965 zum ersten Mal ausgetragen und findet seitdem jährlich im April statt. 2011 führte das Rennen erstmals über den Bosporus und verband damit Europa und Asien in der Streckenführung. Von 2005 bis 2016 zählte das Etappenrennen zur UCI Europe Tour. Anfangs war es in UCI-Kategorie 2.2 kategorisiert und 2008 wurde es in die Kategorie 2.1 aufgewertet. Im Jahre 2011 wurde die Veranstaltung nochmals in die hors categorie aufgewertet. Der Wettbewerb wurde beginnend mit der Saison 2017 in die den Kalender der UCI WorldTour aufgenommen. Nachdem in den Ausgaben 2018 und 2019 die Mindestanzahl von 10 UCI WorldTeams nicht erreicht worden war, wurde die Türkei-Rundfahrt im Jahr in die neu eingeführte UCI ProSeries herabgestuft.  Die Austragung 2020 wurde dann jedoch wegen der COVID-19-Pandemie abgesagt. In der Rundfahrt werden verschiedene Wertungstrikots vergeben. Das „Blaue Trikot“ erhält der in der Einzelwertung führende Fahrer. Das „Rote Trikot“ kennzeichnet den besten Fahrer in der Bergwertung, das „Grüne Trikot“ den besten Fahrer der Sprintwertung.

## Palmarès
| Jahr | Sieger                             | Zweiter                      | Dritter                            |
| ---- | ---------------------------------- | ---------------------------- | ---------------------------------- |
| 1965 | Rıfat Çalışkan                     |                              |                                    |
| 1966 | Ivan Bobekov                       | Dimitar Kotew                | Edward Weckx                       |
| 1967 | Dimitar Kotew                      | Rıfat Çalışkan               | Roman Humenberger                  |
| 1968 | Alexander Jakowlewitsch Kulibin    | Jindřich Marek               | Gainan Rachmatowitsch Saidchuschin |
| 1969 | Gainan Rachmatowitsch Saidchuschin | Boris Chabalowitsch Schuchow | Alexander Jakowlewitsch Kulibin    |
| 1970 | Slavcho Nikolov                    |                              |                                    |
| 1971 | Constantin Ciocan                  |                              |                                    |
| 1972 | Andrzej Karbowiak                  |                              |                                    |
| 1973 | Ali Hüryılmaz                      |                              |                                    |
| 1974 | Seyit Kırmızı                      |                              |                                    |
| 1975 | Ali Hüryılmaz                      | André De Wolf                | Yusuf Ecevit                       |
| 1976 | Wladimir Jurjewitsch Ossokin       |                              |                                    |
| 1977 | Vladimir Shapovalov                |                              |                                    |
| 1978 | Vlastibor Konečný                  |                              |                                    |
| 1979 | Jiří Škoda                         |                              |                                    |
| 1980 | Juri Kaschirin                     |                              |                                    |
| 1981 | Grozyo Kalchev                     |                              | Hasan Can                          |
| 1982 | Zbigniew Szczepkowski              | Lechosław Michalak           | Dainis Liepiņš                     |
| 1983 | Mircea Romașcanu                   |                              |                                    |
| 1984 | Nentscho Stajkow                   | Christo Saikow               | Jozef Gašpar                       |
| 1985 | Mieczysław Poręba                  |                              |                                    |
| 1986 | Jerzy Świnoga                      |                              |                                    |
| 1987 | Alexander Krasnow                  |                              |                                    |
| 1988 | Igor Nechayev                      |                              |                                    |
| 1989 | Kanellos Kanellopoulos             |                              |                                    |
| 1990 | Vitali Tolkatchev                  | Wadim Krawtschenko           | Skip Spangenburg                   |
| 1991 | Róbert Glajza                      | Vasile Mitrache              | Michael Glöckner                   |
| 1992 | Stefan Steinweg                    |                              |                                    |
| 1993 | Ivan Stanchev                      |                              |                                    |
| 1994 | Krystian Zajdel                    |                              |                                    |
| 1995 | Andrei Kiwiljow                    | Wadim Krawtschenko           | Sergei Lawrenenko                  |
| 1996 | Dimitar Gospodinow                 | Iwajlo Gabrowski             | Nadir Yavuz                        |
| 1997 | Kholefy El Sayed                   |                              |                                    |
| 1998 | Erdinç Doğan                       | Igor Bonciucov               |                                    |
| 1999 | Erdinç Doğan                       | Georgi Koev                  | Ahmed Mohamed Khaled               |
| 2000 | Sergei Lawrenenko                  | Wadim Krawtschenko           | Hassan Maleki                      |
| 2001 | Mert Mutlu                         | Ghader Mizbani               | Sergei Lawrenenko                  |
| 2002 | Ghader Mizbani                     | Daniel Petrow Bogomilow      | Michael Haas                       |
| 2003 | Mert Mutlu                         | Ghader Mizbani               | Mohamed Abdel Aziz                 |
| 2004 | Ahad Kazemi                        | Hossein Askari               | Swetoslaw Tschanliew               |
| 2005 | Swetoslaw Tschanliew               | Martin Prázdnovský           | Ewgeni Gerganow                    |
| 2006 | Ghader Mizbani                     | Hossein Askari               | Igor Pugaci                        |
| 2007 | Iwajlo Gabrowski                   | Ján Šipeky                   | Hossein Askari                     |
| 2008 | David García                       | José Alberto Benítez         | Pieter Jacobs                      |
| 2009 | Daryl Impey                        | Davide Malacarne             | David García                       |
| 2010 | Giovanni Visconti                  | Tejay van Garderen           | David Moncoutié                    |
| 2011 | Alexander Jefimkin                 | Andrei Seiz                  | Thibaut Pinot                      |
| 2012 | Alexander Djatschenko              | Danail Petrow                | Adrián Palomares                   |
| 2013 | Natnael Berhane                    | Yohann Bagot                 | Maxime Méderel                     |
| 2014 | Adam Yates                         | Rein Taaramäe                | Romain Hardy                       |
| 2015 | Kristijan Đurasek                  | Eduardo Sepúlveda            | Jay McCarthy                       |
| 2016 | José Gonçalves                     | David Arroyo                 | Nikita Stalnow                     |
| 2017 | Diego Ulissi                       | Jesper Hansen                | Fausto Masnada                     |
| 2018 | Eduard Prades                      | Alexei Luzenko               | Nathan Haas                        |
| 2019 | Felix Großschartner                | Valerio Conti                | Merhawi Kudus                      |
| 2021 | José Manuel Díaz                   | Jay Vine                     | Eduardo Sepúlveda                  |
| 2022 | Patrick Bevin                      | Jay Vine                     | Eduardo Sepúlveda                  |
| 2023 | Alexei Luzenko                     | Ben Zwiehoff                 | Harold Tejada                      |
| 2024 | Frank van den Broek                | Merhawi Kudus                | Paul Double                        |